# Pic de la Grave
Il Pic de la Grave (3.667 m s.l.m.) è una montagna del Massiccio degli Écrins. Si trova nel dipartimento dell'Isère.

## Caratteristiche
La montagna è collocata lungo la cresta che arriva da oriente partendo dalla Meije e passando per Le Râteau; la cresta continua poi con il Dôme de la Lauze. A nord-est della montagna si trova il comune di La Grave.
A sud della montagna nel Vallon du diable si trova il Refuge de la Selle.

## Ascensione alla vetta
La prima ascensione risale al 14 luglio 1874 ad opera di W. A. B. Coolidge con Christian Almer et R. Kauffman.
La via normale di salita alla vetta avviene tramite il versante nord e partendo dal col des Ruillans (3.173 m) dove arriva la téléphérique de la Grave. Si tratta di risalire il glacier de la Girose e poi di percorrere la cresta finale.

## Punti di appoggio
- Refuge Evariste Chancel (2.506 m)